# ウィンステッド (コネチカット州)
ウィンステッド（英: Winsted）は、アメリカ合衆国コネチカット州の北西部、リッチフィールド郡東部に位置するCDPであり、法人化された都市である。ウィンチェスター町の中に属している。2000年の国勢調査では人口7,321 人であり、州内21都市の中では最少である。

## 歴史

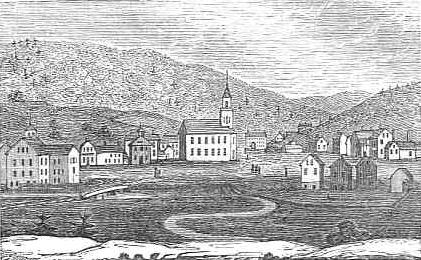
1836年のウィンステッド、ジョン・ワーナー・バーバーが制作した木版印刷

ウィンステッドは1750年に入植され、マッド川とスティル川の合流点に形成され、コネチカット州でも最初期に工場町となった。1792年にウィンステッド・マニュファクチャリング社が製造した大鎌が、製造業の始まりだった。ウィンステッドはウィンチェスター町の中にあり、その名前はウィンチェスターとバーカムステッドの町にとって事業の中心にあるという事実によっていた。
ウィンステッドはニューヘイブン市と共に、1900年代に機械式時計の生産では中心地だった。ギルバート・クロック社は町の北、スティル川沿いにあり、1871年にウィリアム・L・ギルバート（1806年-1890年）によって設立され、20世紀が始まった時点では、世界でも最大級の時計製造会社になっていた。
私立の中等学校であるギルバート学校がウィンチェスター町の公立高校として機能した。
1955年、ハリケーン・コニーとハリケーン・ダイアンが、1週間の間にコネチカットを続けて通過し、マッド川とスティル川が溢れて中心街を浸水させた。メインストリートに並行するマッド川が、町の中心で深さ10フィート (3 m) の洪水となった。このためにメインストリートと川の間の建物に損傷を与え、メインストリートの川側を町の中心まで全ての建物が取り払われて、メインストリートは4車線に拡幅された。メインストリートの北側の建物は大部分が生き残り、修復された。さらに下流では、スティル川がギルバート・クロック社の建物の間を流れた。洪水はその建物に大きな損害を出させ、既に財政的に苦しい状態にあった会社にとどめを刺すことになった。
ノースウェスタン・コネチカット・コミュニティカレッジは1965年に、ラルフ・ネーダーの兄シャフィークなどウィンステッドの住人によって設立された。元のギルバート学校の校舎を使っている。コネチカット州では最初に4校できたコミュニティカレッジの1つであり、コネチカット州知事高等教育理事会とニューイングランド学校とカレッジ協会Inc.の双方から認証されている。ノースウェスタン・コミュニティカレッジ財団が1981年に法人化され、中等教育後の学習を求める学生に高等教育を行うカレッジの使命を支援している。財団はカレッジに入学する学生とウィンステッドの町に恩恵を与える目的で民間資金を集めている。
2013年、市の元財務監督だったヘンリー・セントレラが、その30年間の任期に220万ドル以上の予算を横領して来たと自供した。

## ギャラリー

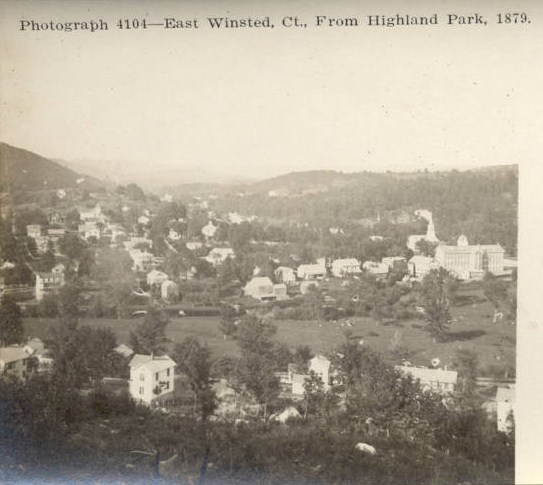
ハイランド公園からの眺め、1879年
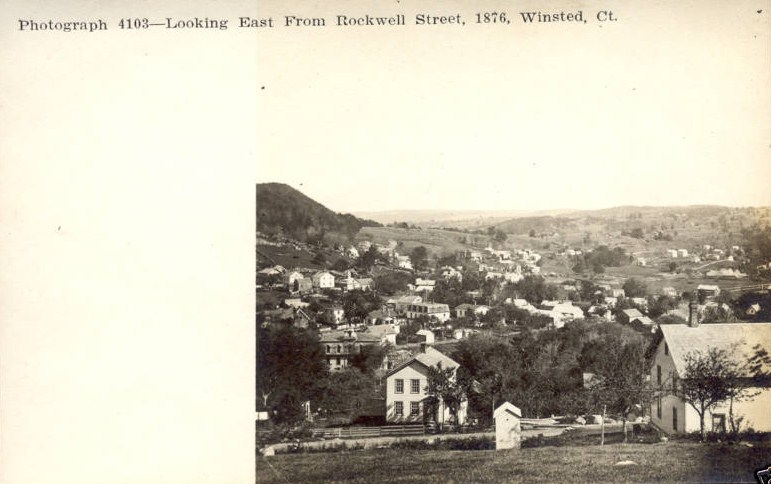
ロックウェル通りから東を望む、1876年
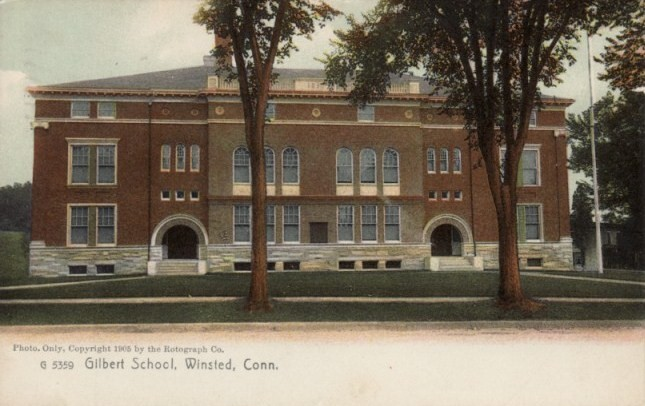
ギルバート学校、1908年頃
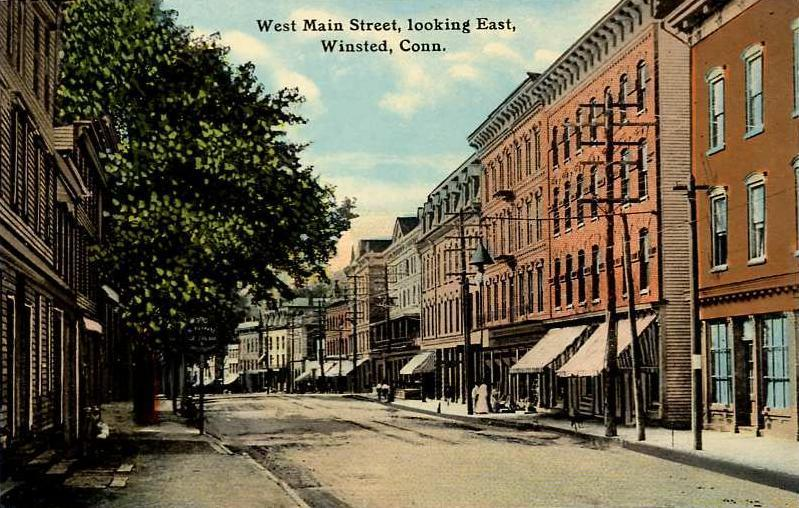
ウェストメインストリート、1912年頃
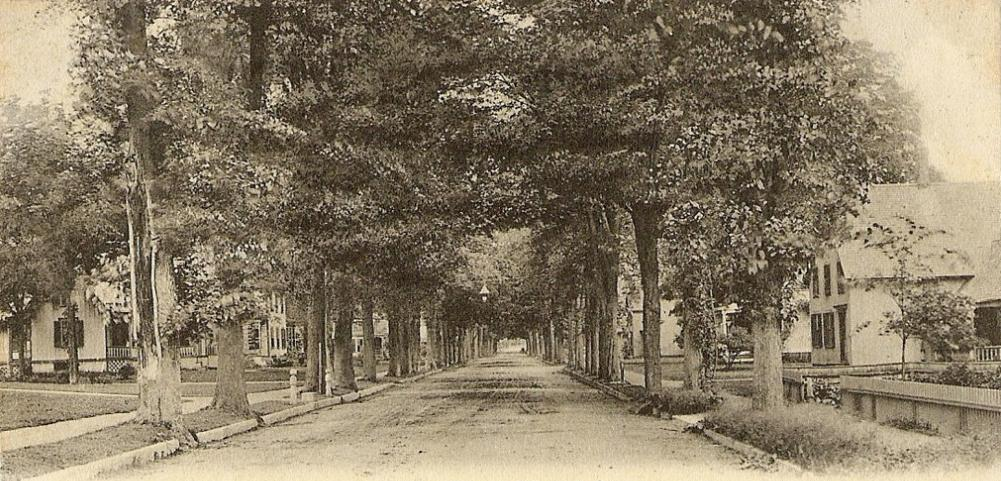
メドウ通り、1906年頃
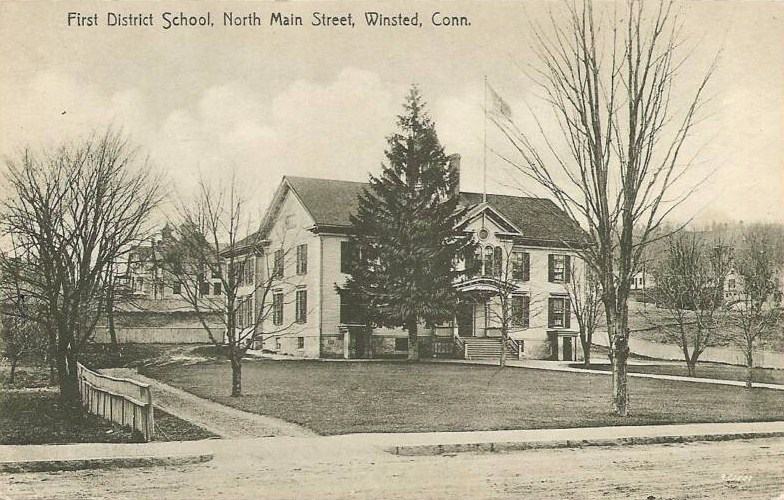
第1地区学校、1908年頃

## 地理
アメリカ合衆国国勢調査局に拠れば、町域全面積は4.8平方マイル (12 km2)であり、このうち陸地4.7平方マイル (12 km2)、水域は0.2平方マイル (0.52 km2)で水域率は3.31%である。ウィンステッドはスティル川とマッド川の合流点にある。このマッド川はニューイングランドにある7つのマッド川の1つであり、コネチカット州にもう1つマッド川がある。町は7つの丘に囲まれた蹄鉄型のバレーに配置されている。さらに2つの丘がバレーの中にあり、全部で9つの名前のある丘がある。元は東と西のウィンステッドに分けられており、その特徴（および地元の反目）は長い間に無くなり、今日では分割していたことを示すものも全くなくなっている。東から西の三日月形に5つの石造り協会があり、その真ん中にあるキャンプヒルには兵士の記念碑があり、ケース山がスティル川の上流、バー山に向けて南走っている。
地元の作家ジェイムズ・ファレルによる一連の終末論的小説『Arheled』で、ウィンステッドが舞台になっている。市の周りに神話が丁寧に織り上げられ、混乱の最終的な始まりに対して力の砦としての石造り塔を中心に据えている。
市内をアメリカ国道44号線、コネチカット州道8号線、同183号線、同263号線が通っている。

## 人口動態
以下は2000年の国勢調査による人口統計データである。
| 基礎データ - 人口: 7,321 人 - 世帯数: 3,072 世帯 - 家族数: 1,889 家族 - 人口密度: 604.0人/km2（1,563.6 人/mi2） - 住居数: 3,370 軒 - 住居密度: 278.0軒/km2（719.7 軒/mi2） 人種別人口構成 - 白人: 93.28% - アフリカン・アメリカン: 1.53% - ネイティブ・アメリカン: 0.23% - アジア人: 1.12% - 太平洋諸島系: 0.01% - その他の人種: 2.20% - 混血: 1.63% - ヒスパニック・ラテン系: 4.02% | 年齢別人口構成 - 18歳未満: 23.5% - 18-24歳: 7.6% - 25-44歳: 29.0% - 45-64歳: 23.4% - 65歳以上: 16.5% - 年齢の中央値: 39歳 - 性比（女性100人あたり男性の人口） - 総人口: 90.0 - 18歳以上: 86.7 世帯と家族（対世帯数） - 18歳未満の子供がいる: 27.6% - 結婚・同居している夫婦: 44.9% - 未婚・離婚・死別女性が世帯主: 12.0% - 非家族世帯: 38.5% - 単身世帯: 31.3% - 65歳以上の老人1人暮らし: 14.0% - 平均構成人数 - 世帯: 2.36人 - 家族: 2.98人 | 収入と家計 - 収入の中央値 - 世帯: 40,202米ドル - 家族: 51,044米ドル - 性別 - 男性: 37,837米ドル - 女性: 25,990米ドル - 人口1人あたり収入: 19,804米ドル - 貧困線以下 - 対人口: 7.3% - 対家族数: 4.3% - 18歳未満: 9.2% - 65歳以上: 7.9% |

## 公共交通
最寄りの空港はハートフォード郊外のブラッドレー国際空港（略号”BDL")である。半径30マイル (48 km) 内にあるアムトラックの駅は、ウィンザー、ハートフォード、バーリン、マサチューセッツ州スプリングフィールドの各駅がある。グレイハウンドは市内に停留所がある。
ノースウェスト・コネチカット交通地区がウィークデイのバス便と、電話予約バスを運行している。

## 著名な出身者
- デイヴィッド・ハルバースタム、ジャーナリスト、著作家
- ラルフ・ネーダー、著作家、社会運動家